# 가브리엘 메취
가브리엘 메취(네덜란드어: Gabriël Metsu)는 네덜란드의 풍속화가이다.

## 생애
1629년 1월 레이던에서 태어났다. 1648년 레이던의 화가조합에 가입해 활동하기 시작했다. 1654년 암스테르담으로 이동했다. 1667년 10월 24일 암스테르담에서 죽었다.

## 작품

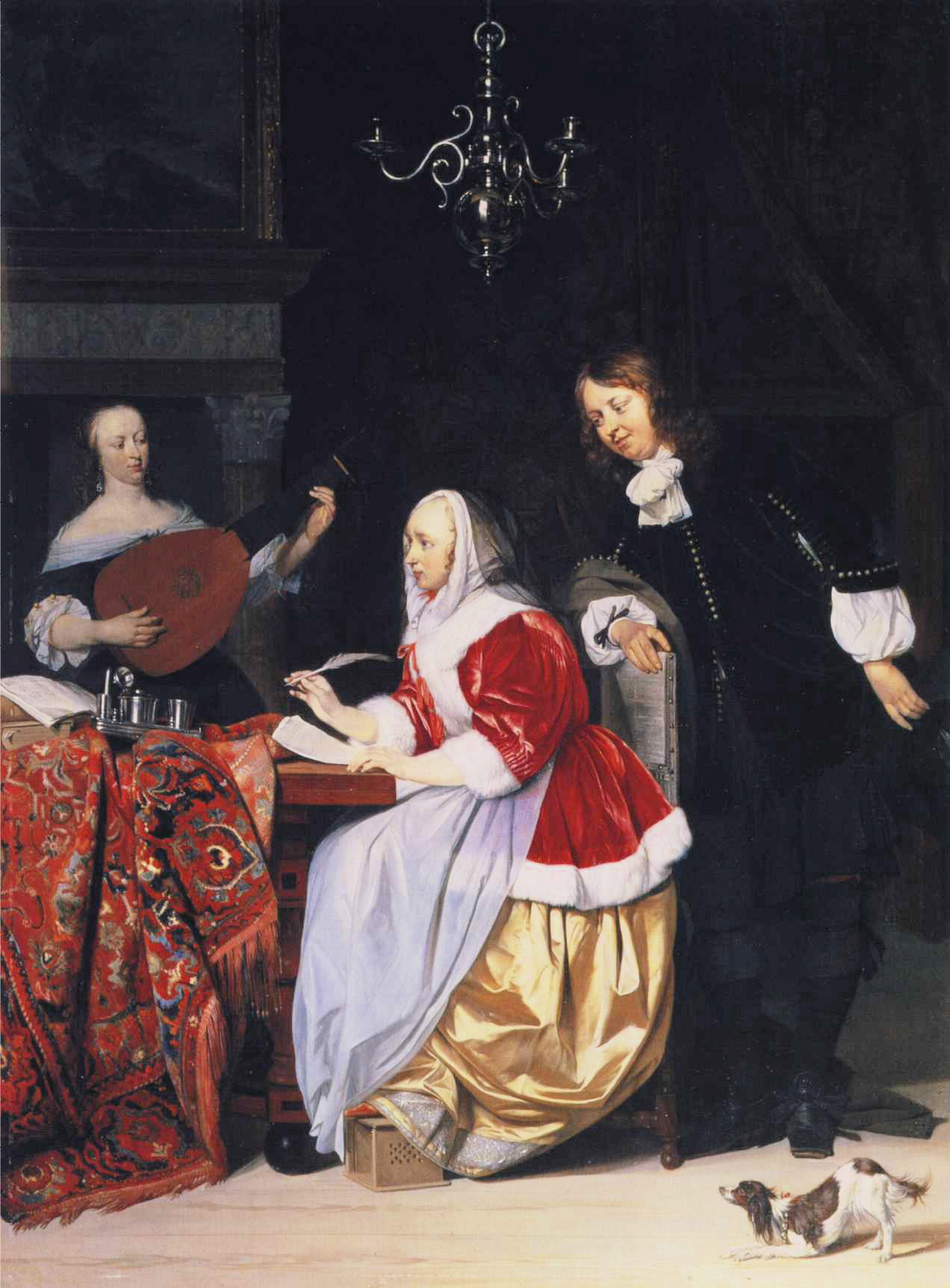